# Міністр закордонних справ Руанди
Міністр закордонних справ та співробітництва Руанди (фр. Ministère rwandaise des Affaires étrangères et de la Coopération) Місія міністра та міністерства полягає в «розробці стратегій для досягнення своїх цілей, моніторингу та оцінки зовнішньої політики Руанди, а також чіткого формулювання цієї політики як всередині країни, так і за її межами»

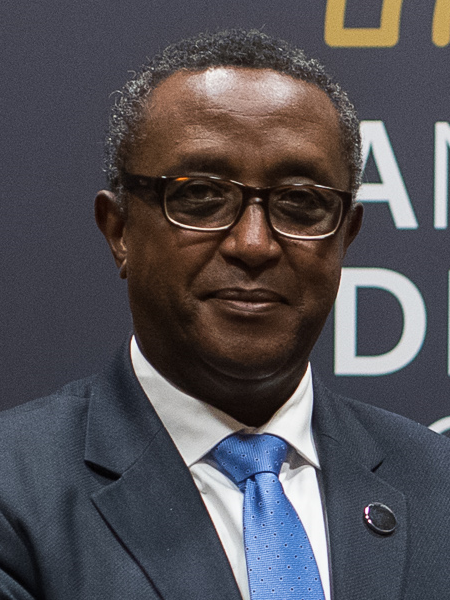
Діючий міністр МЗС Руанди Вінсент Бірута

## Список міністрів
1. 1961–1962: Отто Русінгізандекве
2. 1962–1963: Каліксте Хабаменші
3. 1963–1965: Лазар Мпаканіє
4. 1965–1969: Тадді Багарагаза
5. 1969–1971: Сільвестр Нсанзімана
6. 1971–1972: Деогратіас Гашонга
7. 1972–1973: Августин Муньянеза
8. 1973–1979: Алойс Нсекаліє
9. 1979–1989: Франсуа Нгарукіїнтвалі
10. 1989–1992: Казимир Бізімунгу
11. 1992–1993: Боніфацій Нгулінзіра
12. 1993–1994: Анастас Гасана
13. 1994-1994: Жером Бікамумпака
14. 1994-1994: Жан-Марі Ндагіджімана
15. 1994–1999: Анастас Гасана
16. 1999-1999: Амрі Ісмаїл
17. 1999–2000: Августин Іямурем’є
18. 2000–2002: Андре Бумайя
19. 2002–2008: Чарльз Муріганде
20. 2008–2009: Розмарі Мусеміналі
21. 2009–2018: Луїза Мусіківабо
22. 2018–2019: Річард Сезібера
23. 2019–тепер: Вінсент Бірута